# Richardsonichthys leucogaster
Richardsonichthys leucogaster és una espècie de peix pertanyent a la família dels tetrarògids i l'única del gènere Richardsonichthys.

## Etimologia
L'epítet leucogaster deriva dels mots grecs λευκός (leukós, blanc) i gaster (ventre), i fa referència a la seua superfície ventral uniformement blanca.

## Descripció
Fa 10 cm de llargària màxima. 13 espines i 8 radis tous a l'única aleta dorsal. 3 espines i 6 radis tous a l'anal. Cap arrodonit. Membranes força feses a la part espinosa de l'aleta dorsal. Absència d'escates. Ventre sovint de color vermell. Taca blanca entre els ulls. Presenta matisos de color marró, negre i vermell a la seua coloració corporal. La primera espina de l'aleta dorsal té menys de la meitat de la longitud de la segona. Dues espines a l'os lacrimal. Línia lateral contínua. Aletes pectorals amb 15-16 radis tous.

## Hàbitat i distribució geogràfica
És un peix marí, associat als esculls (entre 8 i 90 de fondària) i de clima tropical, el qual viu a la conca Indo-Pacífica: els esculls costaners llimosos, les àrees sorrenques protegides de les badies costaneres i zones d'alta mar des de Tanzània (incloent-hi Zanzíbar) fins a Nova Caledònia, incloent-hi Madagascar, les illes Seychelles, l'Índia, Tailàndia, Indonèsia, Papua Nova Guinea, Austràlia (Austràlia Occidental, el Territori del Nord, el golf de Carpentària i Queensland), la Gran Barrera de Corall, el mar del Corall, les illes Filipines, el mar de la Xina Meridional i la Xina.

## Observacions
És inofensiu per als humans, nocturn (generalment, s'enterra a la sorra durant el dia), poc freqüent (és conegut principalment per ésser capturat per les xarxes d'arrossegament destinades a pescar gambes) i el seu índex de vulnerabilitat és de baix a moderat (32 de 100).